# PV Markomannia zu Rastatt
Die Pennäler-Verbindung Markomannia zu Rastatt ist eine 1824 gegründete Schülerverbindung für männliche Schüler in Rastatt. Sie ist Mitglied im Pennäler Kartell Baden und gilt als eine der ältesten noch existierenden Schülerverbindungen.

## Couleur und Wahlspruch
Die Burschen tragen die Farben grün-weiß-schwarz. Der Wahlspruch lautet Virtute Constantiaque !

## Geschichte

### Gründungszeit
Als Gründungsdatum der Markomannia wird der 24. April 1824 angenommen. Das Datum kann nicht unmittelbar nachgewiesen werden, es beruht auf Überlieferungen. Eigene schriftliche Zeugnisse aus der Frühzeit der Verbindung mussten wegen der Verfolgung durch die Schule geheim gehalten werden. Bei der Entdeckung wurden sie konfisziert. Es ist auch zu beachten, dass bis zur Jahrhundertwende die meisten Schüler von auswärts kamen und wie Universitätsstudenten bei hiesigen Bürgern Kost und Logis hatten. Nach Abgang von der Schule bestand daher kaum noch Verbindung untereinander. Schriftlichkeiten und Gegenstände, die die Verbindungszugehörigkeit bezeugten, wie Bänder, Mützen oder Tabakspfeifen gingen durch diese Umstände verloren.

### Verbleib der Annalen
Die Ereignisse im Verbindungsleben werde in den sogenannten Annalen festgehalten. Die Annalen berichten über Convente, Kneipen, Stiftungsfeste und besondere Vorkommnisse. Trotz der oben geschilderten Schwierigkeiten konnten die Annalenbände von 1848 bis 1870 weitergereicht und aufbewahrt werden, ebenso die Bände ab 1872. Die gesammelten Bände bis 1870 waren nach dem Ersten Weltkrieg bei Rechtsanwalt Anton Kastner untergebracht. Sie verbrannten 1945 in dessen Wohnung bei einem Bombenangriff auf Rastatt. Die Bände ab 1872 waren bei Dr. Julius Zimmermann aufbewahrt. Dessen Haus war lange Zeit von der Besatzungsmacht beschlagnahmt. Diese Annalenbände sind vielleicht nicht zerstört, aber verschollen. Nur ein Band, nämlich der für die Jahre 1893 bis 1897 ist wieder aufgetaucht.
Zum 100. Stiftungsfest 1924 wurde aus den damals noch vorhandenen Annalen ein kurzer Geschichtsabriss erstellt. In ihm sind die wichtigsten Daten aus der Geschichte der Verbindung festgehalten. Da für die Zeit vor 1848 keine Annalenbände mehr vorhanden waren, müssen die Daten der vor 1848 liegenden Ereignisse auf Überlieferung beruhen. Dies war sicherlich keine mündliche Überlieferung bis zur Erstellung des Geschichtsabrisses, sondern Erwähnungen in den Annalen nach 1848. Im Folgenden wird über Gegenstände und Zeugnisse aus dem Archiv der PV Markomannia berichtet, die auf die Daten des Geschichtsabrisses von 1924 hinweisen und so diese Daten bestätigen. Einige dieser Gegenstände sind erst lange Zeit nach Erstellung des Geschichtsabrisses in den Besitz der PV Markomannia gelangt.
Der wichtigste Hinweis auf die Gründungszeit ist das „Schulconferenz-Protokoll“ vom 30. März 1835 aus dem Archiv des Ludwig-Wilhelm-Gymnasiums. Dieses Protokoll, das erst 120 Jahre nach seiner Niederschrift eingesehen werden konnte, bestätigt die im Geschichtsabriss festgehaltene Überlieferung aus der Zeit um 1830.

### Seit 2000
Heute besteht die Verbindung mit ca. 250 Mitgliedern aus der Aktivitas (aktive Burschen, inaktive Burschen und Füchse) und dem Alt-Herren-Verband.